# Kunio Nagayama
Kunio Nagayama (Kanagawa, 16 september 1970) is een voormalig Japans voetballer.

## Carrière
Kunio Nagayama speelde tussen 1989 en 2003 voor Yokohama F. Marinos.